# Natvrdlí (umělecké sdružení)
Natvrdlí je umělecké sdružení. Svým názvem se hlásí k manifestu „Budoucnost patří Natvrdlým“, který v listopadu roku 2000 formulovali švýcarský teoretik umění Dr. Bernard Coty spolu s malíři Karlem Jerie a Lukášem Miffkem. Skupinu založila roku 2009 v Praze kurátorka Rea Michalová. Programem skupiny je obhajoba klasické malby, volnosti výtvarného projevu a vzájemné tolerance.
Cílem jejich výtvarného projevu je rozvíjení tradice poutavého obrazového sdělení v konfrontaci s konceptuálním uměním, instalacemi, performancí a happeningem. Svým názvem se skupina vědomě odkazuje k historické kontinuitě (Tvrdošíjní, Tvrdohlaví) a prostřednictvím Jaroslava Valečky, člena skupiny Central Europe stuckists má blízko k zaměření skupiny Prague stuckists.

## Členové
- Karel Jerie (* 1977), malíř, ilustrátor
- Rea Michalová (* 1980), historička umění, kurátorka a galeristka
- Lukáš Miffek (* 1978), malíř
- Michal Novotný Micl (* 1969), malíř
- Jaroslav Valečka (* 1972), malíř

## Společné výstavy
- 2011 Obecní dům Opava
- 2011 Galerie Michal’s collection Praha
- 2011 Galerie 21. století, Praha
- 2011 Galerie Beseda, Ostrava

- 2012 Městské muzeum a galerie, Svitavy
- 2013 Oblastní galerie Vysočiny, Jihlava
- 2013 Natvrdlí a Tvrdé, Galerie kritiků, (hosté P. Skavova, M. Korečková), Palác Adria, Praha
- 2013 Novoměstská radnice, Praha
- 2015 Natvrdlí natvrdo!, Galerie UFFO, Trutnov
- 2023 Beautiful Horror, Výtvarné centrum Chagall, Ostrava
- 2023 Beautiful Horror, Becherova vila, Karlovy Vary
- 2024/2025 Žně, Rabasova galerie, Rakovník
- 2025 Druhé žně, Galerie Vltavín, Praha

### Související stránky
- Seznam uměleckých spolků